# 上田公長

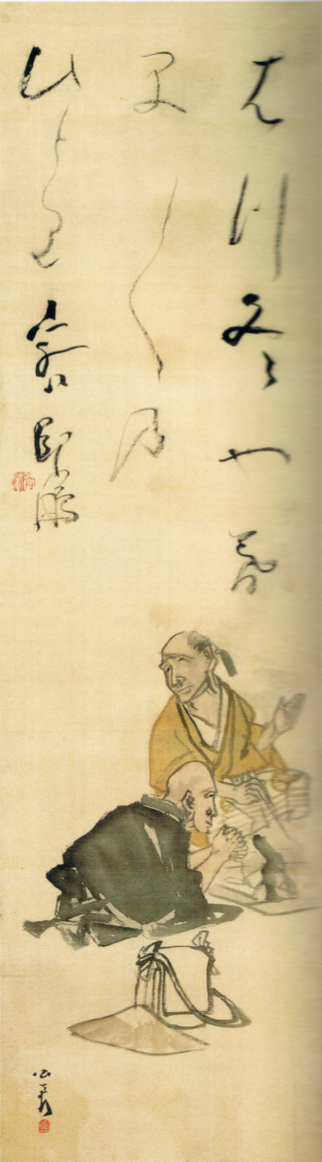
「俳画人物図」 関西大学所蔵

上田 公長（うえだ こうちょう、天明8年（1788年） - 嘉永3年7月21日（1850年8月28日））は、江戸時代に活躍した大坂の絵師。当時板行された人名録や絵師番付には、必ずといっていい程名が見られ、近世の大阪画壇を語る上で欠かせない人物の一人である。

## 来歴
松村呉春及び中井藍江の門人。大坂の人。俗称は順蔵。字は有秋といった。公長、雍州、水雲閑人と号している。船場の木綿問屋・六代目阿波屋忠次郎の長男として生まれたと言われるが、元稲荷座大夫某の子という異伝もある。まず、四条派の絵師・松村呉春に師事、後に中井藍江の門人となってして一家を成した。一説には、呉春の門に入って松村景文に画を学び、長山孔寅、松本観山、中川山長に師事したともいう。紀州徳川家藩主・徳川斉順に召されて御用絵師となり、上田姓と陰葵の紋を拝領。更に十二代将軍・徳川家慶の前で御前揮毫をしたともいう。
作画期は、文化（1804年‐1818年）から安政（1854年‐1860年）期。画風は四条派の流れを汲むが、文人画風の作品や、俳画なども制作している。文政（1818年‐1830年）の頃には安堂寺町に住んでおり、後に天保（1830年‐1844年）、弘化（1844年‐1848年）頃、南久太郎町に移り、嘉永（1848年‐1854年）頃、道修町に、そして安政期には古手町に居住していた。主として地誌本などの挿絵を描いており、略画の絵手本も残している。
代表作として、『公長画譜』天地二冊（天保5年（1834年））、『公長画譜 二編』乾坤二冊（嘉永2年（1849年）や、嘉永3年（1850年）刊行の『水雲略画』一冊、及び同著の復刻・分冊した『公長略画』乾坤ニ冊（文久3年（1863年））、『上田公長粉本』といった画譜類が挙げられる。こうした画譜類はあまりに絵を乞う者が多く、弟子に教える暇が無いために出版したと言われる。また、江戸後期の国学者・歌人である加納諸平が撰し、西村中和・小野広隆らと合作をしている地誌本『紀伊国名所図会』第三編（天保9年（1838年））、地誌本『河内国名所図会三集』七冊、などの版本もある。
門人に山口長受、田中公憲、橋爪公古。また、大坂城付の与力と推測され、『公長画譜』の蔵版者としてその出版に協力した浅羽韋斎がいる。更に公長の子、公圭も絵師で、父と似た四条派を元にした絵を残している。

## 代表作
| 作品名           | 技法         | 形状・員数 | 寸法（縦x横cm） | 所有者                                     | 年代              | 落款・印章                                                                 | 備考                                                                                |
| ---------------- | ------------ | ---------- | --------------- | ------------------------------------------ | ----------------- | -------------------------------------------------------------------------- | ----------------------------------------------------------------------------------- |
| 三人物図         | 紙本墨画淡彩 |            |                 | 関西大学図書館                             | 天保9年（1838年） |                                                                            |                                                                                     |
| 狐の嫁入り図屏風 | 紙本墨画淡彩 | 六曲一双   |                 | 摘水軒記念文化振興財団（府中市美術館寄託） |                   |                                                                            |                                                                                     |
| 雪中行旅図襖     | 紙本墨画淡彩 | 襖4面      |                 | 大阪市立美術館                             |                   |                                                                            |                                                                                     |
| 牡丹孔雀図       | 絹本墨画淡彩 | 1幅        |                 | 大阪市立美術館                             |                   |                                                                            |                                                                                     |
| 蟹子復讐之図     | 絹本著色     |            |                 | 大阪市立美術館                             |                   |                                                                            | 篠崎小竹賛。画題はさるかに合戦に取材 賛文の多くは中井履軒が書いた説明を写している。 |
| 桃林謝日図       | 絹本著色     | 双幅       |                 | 逸翁美術館                                 |                   | 各幅に款記「公長」                                                         |                                                                                     |
| 仏涅槃図         | 紙本著色     | 1幅        |                 | 宝塚市・中山寺阿弥陀堂                     | 1846年（弘化3年） | 款記「弘化三年丙午春二月 公長寫」 「公長之印」白文方印・「有秋氏」朱文方印 |                                                                                     |
| 風神・雷神図     | 絹本墨画淡彩 | 双幅       | 84.0x27.0       | 西本願寺                                   | 制作時期不明      | 各幅とも款記「公長」/「公長」朱文円印                                      | 琳派で描き継がれた伝統的な画題ながら、仏法の守護者をあえて年老いた姿で描いている。  |
| 芭蕉涅槃図       | 紙本著色     |            |                 | 個人                                       |                   |                                                                            |                                                                                     |
| 御蔭参り図巻     | 紙本淡彩     | 1巻        | 30.8x406.8      | 大英博物館                                 |                   | 款記「公長」                                                               |                                                                                     |
| 牡丹孔雀図       | 絹本著色     | 1幅        | 91.7x145.6      | ボストン美術館                             |                   | 款記「公長」                                                               |                                                                                     |
| 双鴨翡翠図       | 絹本淡彩     | 1幅        | 58x83.8         | ボストン美術館                             |                   | 款記「公長寫」                                                             |                                                                                     |

## 参考図書
- 日本浮世絵協会編 『原色浮世絵大百科事典 第2巻』 大修館書店、1982年、ISBN 978-4-4690-9112-0
- 『笑いの奇才耳鳥斎! 近世大坂の戯画』展図録、伊丹市立美術館、2005年
- 岩佐伸一 「上田公長『公長画譜』について」、鈴木淳・浅野秀剛著編 『江戸の絵本 ─画像とテキストの綾なせる世界─』 八木書店、2010年、ISBN 978-4-8406-9671-5
- 柴田就平, 日本及び東洋美術史調査研究班「上田公長の落款に関する分析とその分類 : 大阪市立美術館所蔵作品を中心として」『関西大学博物館紀要』第16巻、関西大学博物館、2010年、51-66頁、ISSN 1341-4895、NAID 120006345747。